# Ethan Vernon
Pour les articles homonymes, voir Vernon.
Ethan Vernon, né le 26 août 2000 à Bedford en Angleterre, est un coureur cycliste britannique, membre de l'équipe Israel-Premier Tech. Il participe à des compétitions sur route et sur piste.

## Biographie
Ethan Vernon commence cyclisme à l'âge de quatre ans. Il participe alors uniquement à des compétitions de BMX jusqu'à ses 14 ans, âge auquel il se dirige vers le cyclisme sur piste et sur route. Il se considère comme étant un sprinteur,.
En 2017, il domine les championnats de Grande-Bretagne sur piste juniors (moins de 19 ans), en étant titré sur le kilomètre, la poursuite et la course aux points juniors. Aux championnats du monde juniors de 2018, il décroche la médaille d'argent sur la poursuite individuelle derrière le Russe Lev Gonov. La même année, il est double champion national chez les juniors, en poursuite individuelle et sur la course à l'américaine (avec William Tidball). Il représente le Pays de Galles aux Jeux du Commonwealth 2018 dans la poursuite par équipes, où l'équipe termine quatrième. Il participe également avec la Grande-Bretagne à la Coupe du monde  sur piste 2018-2019, où les Britanniques se classent troisième de la manche de Londres. 
Aux mondiaux sur route de 2019, il termine 21e du contre-la-montre espoirs (moins de 23 ans), puis termine deuxième du prologue de la Course de la Paix espoirs et se classe troisième du championnat de Grande-Bretagne du contre-la-montre espoirs derrière Ethan Hayter et Charlie Quarterman. L'année suivante, il est 14e de l'épreuve aux championnats d'Europe 2020. Toujours en 2020, il est vice-champion d'Europe du kilomètre.
En 2021, il est sélectionné pour participer aux Jeux olympiques de Tokyo. Triple champion olympique en titre, les britanniques terminent finalement septième de la poursuite par équipes. Lors du Tour de l'Avenir, il remporte lors d'un sprint massif la quatrième étape avec une arrivée très rapide en descente. Il est ensuite septième du championnat du monde du contre-la-montre espoirs et obtient la médaille de bronze de la poursuite par équipes aux mondiaux de Roubaix.
En 2022, il rejoint l’équipe Deceuninck-Quick Step avec un contrat de deux ans. Il gagne dès sa première saison la cinquième étape du Tour de Catalogne, son premier succès chez les professionnels.
En 2023, Vernon remporte sur route le Trofeo Palma, les deux premières étapes du Tour du Rwanda et la première étape du Tour de Romandie. Sur piste, il est en août champion du monde de la course à l'élimination. C'est durant ces championnats que l'équipe Israel-Premier Tech annonce son arrivée en 2024 avec un contrat durant jusqu'à la fin de l'année 2026.

## Caractéristiques
Sur route, Ethan Vernon a un profil de sprinteur à l'aise sur des courses au profil vallonné.

## Palmarès sur route

### Palmarès amateur
- 2017
  - Prologue de l'Isle of Man Junior Tour
- 2019
  - 3e du championnat de Grande-Bretagne sur route espoirs
- 2021
  - 4e étape du Tour de l'Avenir
  - 3e du championnat de Grande-Bretagne du contre-la-montre espoirs
  - 7e du championnat du monde du contre-la-montre espoirs

### Palmarès professionnel
- 2022
  - 5e étape du Tour de Catalogne
  - Prologue et 1re étape du Tour de Slovaquie
- 2023
  - Trofeo Palma
  - 1re et 2e étapes du Tour du Rwanda
  - 1re étape du Tour de Romandie
  - Prologue du Tour d'Allemagne
  - 2e du Trofeo Ses Salines-Alcúdia
- 2024
  - 1re étape du Tour des Alpes-Maritimes
  - 3e et 4e étapes du Tour du Guangxi
  - 3e du championnat de Grande-Bretagne du contre-la-montre
- 2025
  - 2e étape du Tour de Catalogne
  - 3e du championnat de Grande-Bretagne sur route

### Résultats sur les grands tours

#### Tour d'Italie
1 participation
- 2024 : non-partant (10e étape)

### Classements mondiaux
| Année                                 | 2019  | 2020 | 2021 | 2022 | 2023 | 2024 |
| ------------------------------------- | ----- | ---- | ---- | ---- | ---- | ---- |
| Classement mondial                    | 1685e | nc   | 728e | 347e | 159e | 340e |
| UCI Europe Tour                       | 1116e | nc   | 573e | 277e | nc   | nc   |
|                                       |       |      |      |      |      |      |
| Légende : nc = non classéSource : UCI |       |      |      |      |      |      |

## Palmarès sur piste

### Jeux olympiques
- Tokyo 2020
  - 7e de la poursuite par équipes
- Paris 2024
  -  Médaillé d'argent de la poursuite par équipes

### Championnats du monde
| Édition / Épreuve              | Poursuite individuelle | Poursuite par équipes | Course aux points | Élimination |
| Aigle 2018 (juniors)           | Argent                 |                       |                   |             |
| Roubaix 2021                   |                        | Bronze                | 5e                | 8e          |
| Saint-Quentin-en-Yvelines 2022 |                        | Or                    |                   | Bronze      |
| Glasgow 2023                   |                        |                       |                   | Or          |

### Coupe du monde
- 2018-2019
  - 3e de la poursuite par équipes à Londres

### Coupe des nations
- 2022
  - 2e de la poursuite par équipes à Glasgow
- 2024
  - 1er de la poursuite par équipes à Milton

### Jeux du Commonwealth
| Édition / Épreuve | Poursuite par équipes |
| Birmingham 2022   | Argent                |

### Championnats d'Europe
| Édition / Épreuve   | Kilomètre | Poursuite par équipes                      | Course aux points | Scratch |
| Gand 2019 (espoirs) |           | 5e                                         |                   | 10e     |
| Plovdiv 2020        | Argent    |                                            | 5e                |         |
| Granges 2023        |           | Argent                                     |                   |         |
| Apeldoorn 2024      |           | Or (avec Wood, Tanfield, Hayter et Bigham) |                   |         |

### Championnats nationaux
- 2017
  -  Champion de Grande-Bretagne du kilomètre juniors
  -  Champion de Grande-Bretagne de poursuite juniors
  -  Champion de Grande-Bretagne de course aux points juniors
  - 3e du championnat de Grande-Bretagne de scratch juniors
  - 3e du championnat de Grande-Bretagne de l'américaine
- 2018
  -  Champion de Grande-Bretagne de poursuite juniors
  -  Champion de Grande-Bretagne de l'américaine juniors (avec William Tidball)
  - 2e du championnat de Grande-Bretagne de l'américaine
  - 3e du championnat de Grande-Bretagne de poursuite par équipes
- 2019
  - 2e du championnat de Grande-Bretagne de poursuite par équipes
- 2020
  - 2e du championnat de Grande-Bretagne de poursuite par équipes
  - 3e du championnat de Grande-Bretagne de scratch